# Liebigstraße 26 (Heilbronn)

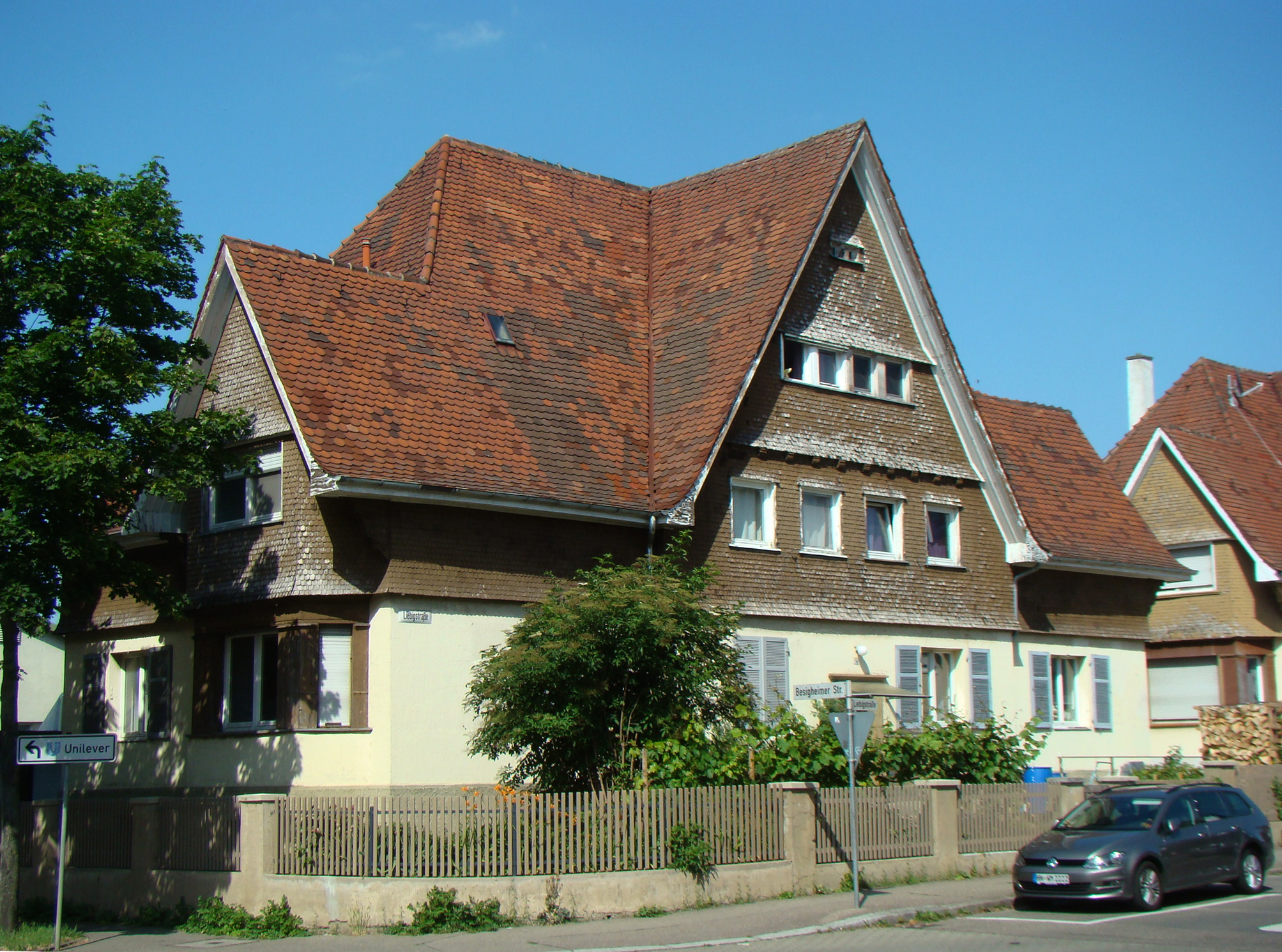
Liebigstraße 26 in Heilbronn

Das Haus Liebigstraße 26 ist ein denkmalgeschütztes Gebäude in Heilbronn, das für die höheren Angestellten der Knorr AG nach Plänen des Architekten Theodor Moosbrugger in den Jahren 1911 bis 1916 im Stil der Heimatschutzarchitektur errichtet wurde.

## Beschreibung
Das Haus an der Liebigstraße 26 ist ein Eckhaus. Zu der Liebigstraße hat das Haus einen hohen straßenseitigen Giebel, der mit Schindeln verkleidet wurde. Zu der Rosenbergstraße steht ein integrierter Erker an der Hausfassade mit darüber befindlichem Zwerchgiebel. Das Haus ist inzwischen renovierungsbedürftig (2010).
1951 werden im Adressbuch insgesamt sieben Mietparteien in dem Gebäude genannt, 1961 waren es noch fünf.